# Giuseppe Saitta
Giuseppe Saitta (Gagliano Castelferrato, 7 novembre 1881 – Bologna, 20 dicembre 1965) è stato un filosofo e storico della filosofia italiano.
Allievo di Gentile, fu seguace e interprete del suo idealismo attuale.

## Biografia
Nato in provincia di Enna da Giovanni Saitta e Angela Confalone, una famiglia di agricoltori e proprietari terrieri, fu mandato a studiare in seminario nel collegio di Nicosia e quindi nel liceo di Monreale, per essere avviato alla carriera ecclesiastica.
Ricevuti gli ordini sacri il 24 settembre 1904, conseguì due anni dopo la laurea in lettere a Palermo, ma dismetterà l'abito sacerdotale a seguito di una crisi interiore che lo indusse ad allontanarsi dalla Chiesa cattolica.
Frequentando le lezioni di Giovanni Gentile, si accostò al suo idealismo, laureandosi in filosofia nel 1909 col massimo dei voti. Aveva cominciato intanto a insegnare lettere nei licei di Terranova e Lucera, mentre a partire dal 1910 divenne professore di filosofia nei licei statali di Cagliari, Sassari, Fano, Faenza, e negli istituti Galvani e Minghetti di Bologna, fino al 1923.
Nel periodo scolastico 1923-24 ottenne una cattedra universitaria di filosofia nel Regio Istituto di Magistero di Firenze, per passare negli anni seguenti all'università di Cagliari, di Pisa, e infine dal 1932 a quella di Bologna. Qui insegnerà filosofia morale, poi teoretica, fino al 1952.

### Direttore della «Vita Nova»
Aveva inoltre collaborato a varie riviste come il «Giornale critico della filosofia italiana», «Levana», e poi soprattutto «Vita Nova», periodico mensile bolognese fondato da Leandro Arpinati e vicino a Gentile, di cui Saitta assunse la direzione il 15 marzo 1925, mantenendola fino alla sua soppressione nel 1933.
Della rivista, organo dell'Università fascista di Bologna, curò la rubrica Noi e gli altri – Spunto polemico, firmando i suoi interventi con lo pseudonimo di "Rusticus", distinguendosi per i toni accesi e le posizioni anticlericali e anti-concordatarie, che lo portarono a scontrarsi con esponenti cattolici della stessa scuola gentiliana, in particolare Armando Carlini.
Saitta aderiva infatti a una concezione movimentistica e rivoluzionaria del regime fascista del suo tempo, che interpretava come il compimento dei valori romantici del Risorgimento, intendendo la nazione in senso hegeliano quale sintesi tra individuale e universale.
Rispetto a Carlini che appariva più freddo e accademico, Saitta col suo attivismo riusciva a esercitare una forte capacità di attrazione verso i giovani, tra cui un suo allievo universitario, Delio Cantimori, che ebbe come collaboratore alla «Vita Nova».
(Delio Cantimori, articolo sul «Giornale critico della filosofia italiana», XVI, pp. 86-88, 1935, ora in Politica e storia contemporanea, pag. 131, a cura di Luisa Mangoni, Einaudi, 1991)

### L'idealismo attuale di Saitta
Saitta del resto, accogliendo la concezione gentiliana dell'atto come perenne autocreazione del pensiero che tutto comprende, aveva sviluppato una visione attualistica dell'idealismo non riducibile a una teoria statica, bensì intesa come azione e continuo dinamismo, che lo portava a esaltare la libertà creativa della ragione umana contro ogni forma di oggettività e di dogmatismo. 
Da qui la sua accentuazione della polemica anti-religiosa, e la riscoperta, nel solco delle tesi formulate da Bertrando Spaventa e dallo stesso Gentile, delle correnti immanentistiche della filosofia rinascimentale italiana che egli poneva a fondamento della genesi dell'idealismo moderno.
Questo immanentismo, per il quale Dio si esprime nell'attività dello spirito umano, è per Saitta un «reale umanismo» che rende possibile la libertà dell'individuo, nella quale consiste la «nuova coscienza illuministica» della religione moderna da lui contrapposta a quella tradizionale, oppressiva e decadente, della trascendenza.
Per difendere la libertà del soggetto da ogni autoritarismo e sopraffazione, Saitta si è schierato tuttavia non solo contro il dualismo platonico, la teologia di impianto tomistico e la neoscolastica, ma in parte anche contro lo stesso idealismo di Hegel che ha finito per oggettivare la ragione facendone un sistema assoluto da lui ritenuto «all'origine degli schiavismi moderni».
Persino nell'attualismo di Gentile sarebbe rimasto un retaggio della vecchia teologia trascendente, quando esso attribuisce lo Spirito ad un Io assoluto anziché ai singoli individui: sono costoro per Saitta i veri creatori di valori spirituali, coloro cioè in cui va identificato il Soggetto trascendentale. Egli in tal modo intendeva preservare la portata stessa dell'atto creativo del pensiero dell'idealismo gentiliano, rivestendolo di significati empirici, positivistici, contigenti, ripresi anche da autori come Rousseau e Feuerbach.

### Gli ultimi anni
Dopo il ritiro dall'insegnamento, Saitta condusse negli ultimi anni una vita sempre più appartata, durante i quali si sarebbe progressivamente riavvicinato alla fede cattolica.
È sepolto nel Campo Carducci della Certosa di Bologna.
A Gagliano Castelferrato, suo paese nativo, gli è stata intitolata una piazza dove è stato collocato un parco giochi per bambini. Molti anni prima gli era stata intitolata una strada che usualmente, però, ha continuato ad essere chiamata Via Roma. Più tardi gli venne intitolato l'Istituto Professionale Femminile di Stato.

## Opere
- Lo spirito come eticità (Bologna, Zanichelli, 1921); 2ª ed. corretta e accresciuta La teoria dello spirito come eticità (Bologna, Zanichelli, 1948)[19]
- La personalità umana e la nuova coscienza illuministica (Genova, Emiliano Degli Orfini, 1938)
- La libertà umana e l'esistenza (Firenze, Sansoni, 1940)
- Il problema di Dio e la filosofia dell'immanenza (Bologna, Cesare Zuffi, 1953)

### Storiografia filosofica
Oltre alle opere di natura propriamente filosofica, Saitta si è a lungo occupato di storia della filosofia, dai greci all'età moderna, soffermandosi sul Rinascimento e i pensatori italiani, in particolare Ficino:
- La scolastica del secolo XVI e la politica dei Gesuiti (Torino, Bocca, 1911)
- Le origini del neotomismo nel secolo XIX (Bari, Laterza, 1912)
- Il pensiero di Vincenzo Gioberti (Messina, Principato, 1917; 2ª Firenze, Vallecchi 1927)
- La filosofia di Marsilio Ficino (Messina, Principato, 1923); riedita come Marsilio Ficino e la filosofia dell'Umanesimo (Bologna, Fiammenghi & Nanni, 19543)
- L'educazione dell'umanesimo in Italia (Venezia, La Nuova Italia, 1928)
- Filosofia italiana ed umanesimo (Venezia, La Nuova Italia, 1928)
- Leone Ebreo, su treccani.it, 1933.
- Gioberti Vincenzo, su treccani.it, 1933.
- Il carattere della filosofia tomistica (Firenze, Sansoni, 1934)
- La teoria dell'amore e l'educazione del Rinascimento (Bologna, U.P.E.B., 1947)
- L'illuminismo della sofistica greca (Milano, Bocca, 1938)
- Il pensiero italiano nell'Umanesimo e nel Rinascimento, in 3 volumi (Bologna, Cesare Zuffi, 1949-1951)
- Cusano e l'Umanesimo italiano, con altri saggi sul Rinascimento (Bologna, Tamari, 1957)